# رودریگو تادی
رودریگو تادی (زادهٔ ۶ مارس ۱۹۸۰) بازیکن فوتبال اهل برزیل است.
وی برای تیم آ اس رم تا پایان فصل ۲۰۱۲-۲۰۱۳ ۲۰۴ بازی رسمی انجام داده‌و ۳۱ گل نیز به ثمر رسانده است.